# Пфафштеттен
Пфафштеттен (нем. Pfaffstätten) — ярмарочная коммуна (нем. Marktgemeinde) в Австрии, в федеральной земле Нижняя Австрия. 
Входит в состав округа Баден.  Население составляет 2974 человека (на 31 декабря 2005 года). Занимает площадь 7,81 км². Официальный код  —  30625.
Пфафштеттен граничит с Баденом, Трибусвинкелем, Трайскирхеном, Гумпольдскирхеном.

## Политическая ситуация
Бургомистр коммуны — Христоф Кайнц по результатам выборов 2005 года.
Совет представителей коммуны (нем. Gemeinderat) состоит из 21 места.
- АНП занимает 14 мест.
- СДПА занимает 5 мест.
- Зелёные занимают 2 места.